# Брно (баскетбольный клуб)
«Брно» — мужской чешский баскетбольный клуб из одноименного города.

## Титулы
Чемпион Чехии (Чехословакии) (24 раза): 1946, 1947, 1948, 1949, 1950, 1951, 1952, 1953, 1958, 1962, 1963, 1964, 1967, 1968, 1976, 1977, 1978, 1986, 1987, 1988, 1990, 1994, 1995, 1996
Кубок Чемпионов Финалист (2 раза): 1964, 1968

## Названия
- 1926—1951 : Сокол
- 1951—1968 : Спартак
- 1968—1989 : Зброёвка (Арсенал по-чешски)
- 1991—1992 : БВЦ Биовета
- 1993—1995 : Биовета
- 1995—1998 : Ставекс
- 1998—1999 : Драчи
- 1999—2003 : БВВ
- 2003 — н.в. : Брно